# Music City Miracle
Als Music City Miracle (englisch für Wunder der Musikstadt) wird der siegbringende Spielzug des Wildcard-Round-Playoff-Spiels der Saison 1999 in der US-amerikanischen American-Football-Liga NFL zwischen den Tennessee Titans und den Buffalo Bills bezeichnet, wobei der Name oft auch für das gesamte Spiel verwendet wird.
Das Spiel der American Football Conference fand am 8. Januar 2000 vor 66.782 Zuschauern im Adelphia Coliseum in Nashville statt. 16 Sekunden vor Spielende gingen die Bills mit 16:15 in Führung. Beim anschließenden Kickoff-Return warf ein Spieler der Titans einen Lateralpass auf Wide Receiver Kevin Dyson, der den Ball unberührt in die Endzone zum siegbringenden Touchdown brachte. Vor allem die Frage, ob der Pass wirklich kein regelwidriger Vorwärtspass war, führte zu einer starken Kontroverse und machte das Spiel berühmt.

## Hintergrund

### Buffalo Bills
Die Buffalo Bills konnten sich 1999, angeführt von Quarterback Doug Flutie, nach 15 Spielen bereits die Qualifikation für die Play-offs sichern. Daher entschied man sich, am letzten Spieltag einige Starter zu schonen und stattdessen ihren Backups Spielzeit zu geben. Darunter war auch Flutie, der von Rob Johnson ersetzt wurde. Gegen die Indianapolis Colts hatte er einen überragenden Tag, als er über 75 % seiner Pässe für 287 Yards und zwei Touchdowns anbrachte und so mit 31:7 den elften Sieg der Bills in dieser Saison vorbereitete. Nach dem Spiel gab Head Coach Wade Phillips bekannt, dass die Bills auch in die Play-offs mit Johnson als Starting Quarterback gehen würden und Flutie auf die Bank verdrängt wurde. Diese Entscheidung wurde sehr kontrovers diskutiert. Später gab Phillips an, dass er von Besitzer Ralph Wilson dazu gezwungen wurde.

### Tennessee Titans
Drei Jahre vor dem Spiel zogen die ehemaligen Houston Oilers nach Tennessee, um die Titans zu werden. In den ersten beiden Saisons im neuen Staat erzielten sie jedoch nur 8–8-Saisons und verpassten so die Play-offs. In der Saison 1999 schaffte es das Team unter Head Coach Jeff Fisher, 13 Siege in sechzehn Spielen zu erzielen und damit in die Play-offs einzuziehen. Unter anderem verloren sie keines ihrer Spiele im eigenen Stadion. Wichtige Stützen waren dabei Runningback Eddie George, der für 1.304 Yards lief, und Defensive End Jevon Kearse, der 14,5 Sacks erzielte.

## Spielverlauf

### Vor dem Miracle
Nach einem punktlosen ersten Viertel konnte die Titans-Defense im zweiten Viertel die ersten Punkte erzielen, als sie einen Safety erzielte. Es folgte ein Touchdown und ein Field Goal, um mit einer 12:0-Führung in die Halbzeit zu gehen. In der zweiten Hälfte begannen die Bills ihr Comeback und erzielten 13 Punkte. Runningback Antowain Smith erzielte zwölf davon durch zwei Touchdownläufe. Bei noch 1:48 zu spielender Zeit brachte Al Del Greco die Titans nach einem 36-Yard-Field-Goal mit 15:13 wieder in Führung. Nach einem 33-Yard-Kickoff-Return von Kevin Williams, marschierte Johnson mit den Bills das Feld hinab. Kicker Stevie Christie brachte die Bills 16 Sekunden vor Schluss nach einem 41-Yard-Field-Goal mit 16:15 in Führung.

### Das Music City Miracle
Daraufhin folgte der Kickoff. Titans Special Teams Coordinator rief einen Kickoff-Return-Spielzug auf, der Home Run Throwback genannt wurde. Dieser Spielzug wurde von den Titans jede Woche trainiert, aber noch nie genutzt. Christie schoss den Kickoff relativ kurz bis zur 25-Yard-Linie der Titans, wo der Ball von Fullback Lorenzo Neal gefangen wurde. Er machte ein paar Schritte nach rechts und übergab dann den Ball zu Tight End Frank Wycheck. Auch er lief nach rechts und zog dadurch die Spieler der Bills auf diese Seite des Feldes. Dann blieb er stehen und warf den Ball zu Wide Receiver Kevin Dyson. Dieser lief mit einigen Blockern unberührt auf der linken Seite das Feld hinab und erzielte den Touchdown.
Das Schiedsrichtergespann um Phil Luckett zogen sich im Anschluss zur Prüfung des Videobeweises zurück, da die Möglichkeit bestand, dass der Pass von Wycheck auf Dyson vorwärts ging, bei Kickoffs jedoch nur ein Lateralpass, also ein Pass zur Seite oder nach hinten, erlaubt ist. Nach einer mehrere Minuten langen Diskussion gab Referee Phil Luckett schließlich den Touchdown.

## Schiedsrichter
Hauptschiedsrichter des Spiels war Phil Luckett. Er wurde unterstützt vom Umpire Bob Wagner, Head Linesman Mark Hittner, Line Judge Byron Boston, Field Judge Al Jury, Back Judge Kirk Dornan und dem Side Judge Tommy Moore. Replay Official war Bob Boylston.

## Reaktionen
Auch Jahre nach dem Spiel ist das Music City Miracle noch Gegenstand von Diskussionen, ob der Pass von Wycheck auf Dyson ein Vorwärtspass war oder nicht. Unter Anhängern der Bills wurde das Ereignis auch als Home Run Throw Forward und Immaculate Deception (eng. für unbefleckte Täuschung) bezeichnet. Auch der Head Coach der Bills während des Spiels, Wade Phillips, bezeichnete die Entscheidung als Fehler. Zu Beginn der folgenden Saison kam eine Schiedsrichtercrew zu den Bills, um dem Trainerstab neue Regeländerungen und Entscheidungen während der letzten Saison zu erläutern. Das erste Video, dass sie dem Trainerstab zeigten, war vom Music City Miracle und bezeichneten die Entscheidung als Beispiel guter Schiedsrichterleistung. Phillips verwies sie daraufhin vom Gelände der Bills.
Ein Grund für die Debatte ist, dass der Spielzug nicht korrekt ausgeführt wurde. Eigentlich sollte Dyson nämlich fünf Yards hinter dem Ballträger stehen und nicht auf gleicher Höhe. Dyson war auch nicht der ursprünglich dafür vorgesehene Spieler. Im Training hatte immer Derrick Mason seine Rolle eingenommen. Erst im Spiel entschied man, Mason durch Dyson zu ersetzen. Mason war angeschlagen und sein Backup Anthony Dorsett litt unter Krämpfen. Dyson hatte zuvor nie einen Kick in der NFL zurückgetragen.
2016 wählte die Sports Illustrated das Music City Miracle auf Platz 93 der hundert größten Sportmomente.

## Nachwirkung
Die Titans gewannen nach dem Spiel auch die Spiele gegen die Indianapolis Colts und die Jacksonville Jaguars. Dadurch zogen sie erstmals in ihrer Geschichte in den Super Bowl ein. Im Super Bowl XXXIV verloren sie mit 16:23 gegen die St. Louis Rams. Auch dieses Spiel, dessen letzter Spielzug als One Yard Short bekannt wurde, endete zum Nachteil der Titans spektakulär.
Für die Buffalo Bills begann nach dieser Niederlage eine lange Durststrecke. Erst nach 18 Jahren, in der Saison 2017, konnten sie sich wieder für die Play-offs qualifizieren.

## Statistik
Das Spiel war sehr defensiv geprägt. Die Titans konnten durchschnittlich nur 2,9 Yards pro Spielzug erzielen. Insgesamt erzielten sie nur 194 Yards. 106 davon erzielte Runningback Eddie George in 29 Läufen, wobei der längste über neun Yards ging.
|                    | BUF           | TEN          |
| ------------------ | ------------- | ------------ |
| First Downs        | 13            | 16           |
| Läufe-Yds-TDs      | 27-123-2      | 39-139-1     |
| Cmp-Att-Yd-TD-INT  | 10-22-131-0-0 | 13-24-76-0-1 |
| Sacks-Yards        | 6-35          | 3-21         |
| Net Pass Yards     | 96            | 55           |
| Total Yards        | 219           | 194          |
| Fumbles-Lost       | 2-2           | 2-1          |
| Turnovers          | 2             | 2            |
| Penalties-Yards    | 10-59         | 2-12         |
| Third Down Conv.   | 5-13          | 4-16         |
| Time of Possession | 24:54         | 35:06        |